# Burschenschaft

Bandeira da "Original Burschenschaft" (Urburschenschaft)

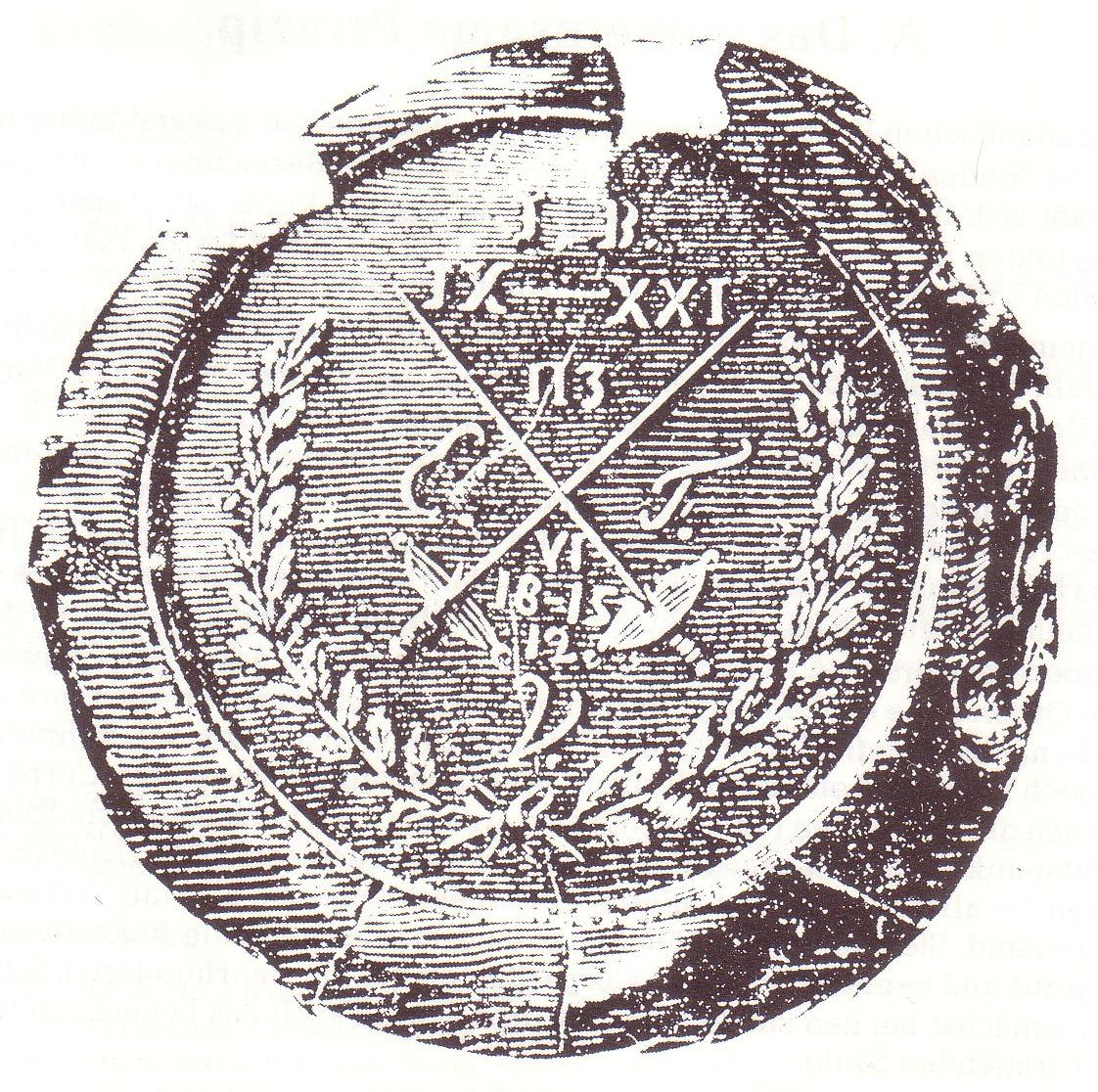
O Selo da Urburschenschaft da Universidade de Jena

Burschenschaft é uma forma tradicional de corporação estudantil (em alemão: Studentenverbindung), ainda hoje encontrada na Alemanha, Áustria e Chile. Em sua maioria as "Burschenschaften" seguem princípios liberais e nacionalistas estabelecidos pela primeira "Original Burschenschaft" (em alemão: Urburschenschaft), fundada no ano de 1815. A Burschenschaft era composta por antigos combatentes das guerras contra Napoleão Bonaparte, que haviam retomado seus estudos, em 1815, na Universidade de Jena, entre eles Karl Ludwig Sand.

## Origem
"Burschenschaften" é plural da palavra "Burschenschaft". Esta por sua vez significa conjunto de "Burschen". No singular a palavra "Bursche" advém do latim moderno "Bursarius", isto é, o morador de uma "Bursa" (bolsa, sacola ou caixa). "Bursche" era o nome antigamente dado aos estudantes na Alemanha, isso no século XVIII e começo do XIX. No início o nome "Burschenschaft" se confundia com "Studentenverbindung", algo que não se manteve por muito tempo, uma vez que a "Burschenschaft" veio a designar um tipo específico de corporação de estudantes. As "Burschenschaften" recebem a abreviatura "B!" (no plural "B!B!").

## História

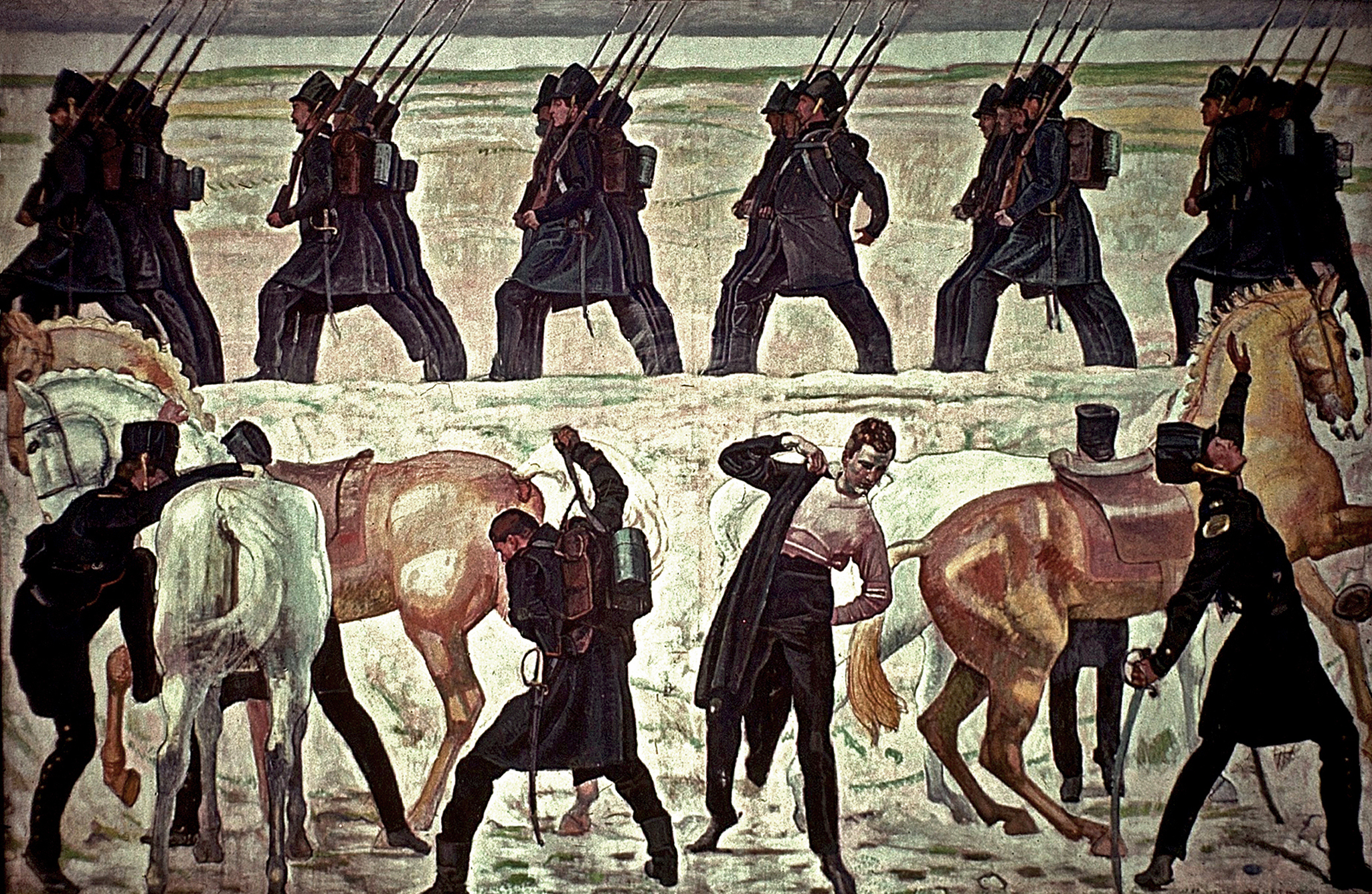
Saída dos estudantes de Jena para guerra de liberação contra Napoleão 1813

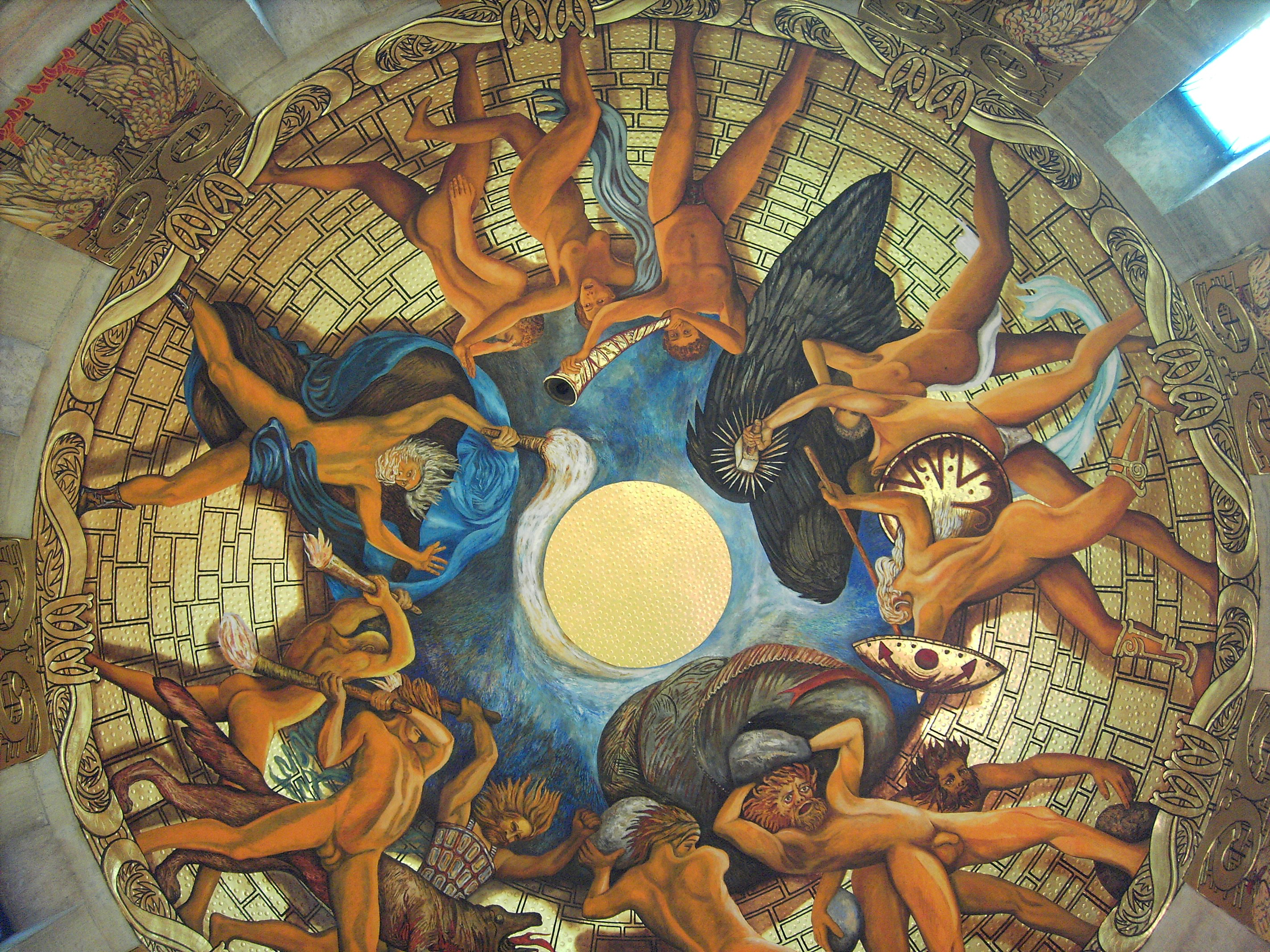
Pintura do teto do monumento das corporações estudantis em Eisenach

As "Burschenschaften" derivam de uma primeira instituição chamada "Original Burschenschaft" (em alemão: Urburschenschaft), formalmente criada em 12 de junho de 1815, na cidade de Jena, no estado da Turíngia, Alemanha. A "Urburschenschaft" era uma união de estudantes universitários organizada em torno de ideais nacionais e liberais e que derivou de um movimento estudantil, ocorrido entre 1811 e 1815, voltado para renovação das formas de organização estudantis existentes na Alemanha até então. As cores tradicionais da "Urburschenschaft" eram o preto, o amarelo e o vermelho. Não por acaso estas se tornariam, posteriormente, as cores da Confederação Germânica e, atualmente, as cores nacionais da república alemã.
Entre 1813 e 1815, membros da "Urburschenschaft" tomaram parte nas guerras contra Napoleão, na Sexta Coligação, a fim de liberar os estados alemães da França. O presidente do Parlamento de Frankfurt, Heinrich von Gagern, assim como vários deputados membros da primeira assembleia democrática alemã, entre 18 de maio de 1848 até 31 de maio de 1849, eram membros da "Urburschenschaft". Os ideais republicanos das Burschenschaften foram importantes nesse momento histórico alemão.
O primeiro Festival do Wartburg foi realizado em 18 de outubro de 1817 no Castelo de Wartburg, perto de Eisenach (Turíngia), onde Martinho Lutero traduziu a Bíblia. O local é um símbolo do nacionalismo alemão. O festival foi organizado pela primeira Burschenschaft, composta por antigos combatentes das guerras contra Napoleão Bonaparte que estudavam na Universidade de Jena. Um dos principais eventos do Festival do Wartburg foi uma fogueira de obras literárias de reacionários e napoleônicos.

## Burschenschaft no Brasil
No Brasil tem-se conhecimento da Burschenschaft Paulista, a Bucha, entre os estudantes da Faculdade de Direito do Largo de São Francisco fundada pelo professor alemão Julius Frank (ou Johann Julius Gottfried Ludwig Frank), cujo túmulo ainda se encontra nas Arcadas. Foi muito influente no século XIX e começo do século XX, tendo dela participado futuros políticos, jornalistas e outras personalidades influentes da República Velha. Após a década de 1930, com o governo Getúlio Vargas, perdeu grande parte de sua força.
Consta que a "Bucha" funcionou por muitos decênios e que congregou uma série de políticos e intelectuais. Seu êxito inspirou a criação da Tugendbund na Faculdade de Direito do Recife; da Landmannschaft (1895), na Escola Politécnica de São Paulo; e da Jugendschaft (1913), na Faculdade de Medicina da Universidade de São Paulo.

### Bucha
A Burschenschaft Paulista ou Bucha foi uma sociedade secreta, liberal e filantrópica que defendia ideias liberais e republicanas. A sociedade tinha então uma estrutura bem definida e funcionava sob a liderança de um "chaveiro" (pessoa que detinha maior poder), apoiado por um "Conselho de Apóstolos" e um "Conselho dos Invisíveis". O ritual de admissão de um candidato era como de um clube fechado. Para o ingresso na sociedade, era necessário que a admissão fosse proposta por outros membros e, uma vez aceito, o novo "bucheiro" deveria pagar mensalidades proporcionais à sua hierarquia. A hierarquia, começando do nível mais baixo, estruturava-se em "catecúmenos", "crentes" e "apóstolos" (estes no total de 12, considerados membros mais importantes). O "bucheiro" iniciado deveria fazer o seguinte juramento: "Juro pela minha honra jamais revelar a quem quer que seja o que me vai ser confiado hoje. Serei o mais infame dos homens se faltar a esse meu juramento".
Diversos membros da Bucha tiveram enorme influência nos acontecimentos políticos ocorridos a partir do século XIX. Entre os 133 participantes da Convenção de Itu, em 1873, que resultou na criação do Partido Republicano Paulista, predominavam bucheiros como Campos Salles, Francisco Glicério, Américo de Campos e Rangel Pestana. Esses últimos foram, ao lado de Júlio de Mesquita, os fundadores do jornal O Estado de S. Paulo, que foi também uma espécie de órgão oficial da Bucha. Consta que Júlio de Mesquita Filho foi "chaveiro" da Bucha.
A famosa Comissão dos Cinco, encarregada de elaborar o anteprojeto da Constituição republicana, tinha entre seus membros três "bucheiros", Saldanha Marinho, Américo Brasiliense e Santos Werneck. Essa informação segundo Afonso Arinos de Melo Franco (também bucheiro e filho de bucheiro), na biografia que escreveu sobre o presidente Rodrigues Alves. Os três ministros civis mais proeminentes do governo provisório encabeçado pelo marechal Deodoro da Fonseca eram da Bucha: Ruy Barbosa (Fazenda), Campos Salles (Justiça) e Quintino Bocaiúva (Negócios Estrangeiros). Além disso, também foram bucheiros na República do café com leite, os presidentes paulistas Prudente de Moraes, Campos Salles, Rodrigues Alves, Washington Luís e Júlio Prestes, eleito em 1930 e que não chegou a assumir, assim como os presidentes mineiros Afonso Pena e Venceslau Brás.
Poetas como Castro Alves, Álvares de Azevedo e Fagundes Varela e personalidades da história do Brasil como o Barão do Rio Branco também pertenceram à Bucha. Diferentemente de suas congêneres alemãs, a Bucha sempre foi uma sociedade absolutamente secreta, submergindo na mais rigorosa clandestinidade após a Revolução de 1930.